# 周岱 (清朝)
周岱（？—？），清朝政治人物。

## 生平
乾隆七年接替范昌治任兴化府知府一职，乾隆七年由曾曰瑛接任。